# لاوالک
لاوالک (به فرانسوی: La Walck) یک کمون در فرانسه است که در Canton of Niederbronn-les-Bains واقع شده‌است.

## خصوصیات
لاوالک ۰٫۶ کیلومترمربع مساحت و ۱٬۱۵۳ نفر جمعیت دارد و ۱۷۰ متر بالاتر از سطح دریا واقع شده‌است.